# Parlamentswahl in Monaco 2003
- UM: 21
- NDU: 3

Die Wahl des Conseil National, des Parlaments des Fürstentums Monaco, fand am 9. Februar 2003 statt.

## Wahlsystem
Die Wähler konnten entweder eine Wahlliste wählen oder Kandidaten mehrerer Wahllisten panaschieren. Die 16 Kandidaten mit den meisten Stimmen zogen in den Conseil National ein, während die restlichen acht Sitze nach dem Prinzip der Verhältniswahl an die Parteien aufgeteilt wurden, die mehr als fünf Prozent der Stimmen erhielten.

## Ergebnis
Das Ergebnis war ein Sieg für die Parteienallianz Union pour Monaco (UM), die 21 der 24 Sitze im Nationalrat gewonnen hat. Innerhalb der Verbindung wurden 12 Sitze von der Vereinigung für das Fürstentum (Union pour la Principauté), vier von der Nationalen Vereinigung für die Zukunft Monacos (Union nationale pour l'Avenir de Monaco), drei durch die Förderung der Familie (Rassemblement pour la Famille Monégasque) und zwei durch die Versammlung für Monaco gewonnen.